# Bundestagswahlkreis Wismar – Gadebusch – Grevesmühlen – Doberan – Bützow
Der Bundestagswahlkreis Wismar – Gadebusch – Grevesmühlen – Doberan – Bützow war ein Wahlkreis in Mecklenburg-Vorpommern für die Wahlen zum Deutschen Bundestag. Er umfasste die Stadt Wismar und die damaligen Landkreise Wismar, Bad Doberan, Grevesmühlen, Bützow und Gadebusch.

## Geschichte
Der Wahlkreis wurde nach der Deutschen Wiedervereinigung für die Bundestagswahl 1990 neu gebildet und mit der Wahlkreisnummer 262 versehen.
Das Wahlkreisgebiet bestand bis zur Auflösung des Wahlkreises vor der Bundestagswahl 2002 unverändert. Es wurde schließlich auf die neu geschaffenen Wahlkreise Wismar – Nordwestmecklenburg – Parchim und Bad Doberan – Güstrow – Müritz verteilt.

## Abgeordnete
Direkt gewählte Abgeordnete des Wahlkreises waren:
| Jahr | Name                   | Partei | Anteil der Erststimmen |
| ---- | ---------------------- | ------ | ---------------------- |
| 1998 | Iris Hoffmann          | SPD    | 42,4 %                 |
| 1994 | Hans-Otto Schmiedeberg | CDU    | 37,5 %                 |
| 1990 | Günther Krause         | CDU    | 45,2 %                 |